# Kanton Issoudun-Nord
Der Kanton Issoudun-Nord war von 1801 bis 2015 ein französischer Wahlkreis im Arrondissement Issoudun, im Département Indre und in der Region Centre-Val de Loire; sein Hauptort war Issoudun.

## Gemeinden
Der Kanton umfasste Wahlberechtigte aus dem Nordteil der Stadt Issoudun und aus weiteren elf Gemeinden:
| Gemeinde                | Einwohner Jahr | Fläche km² | Bevölkerungsdichte | Postleitzahl | Code INSEE |
| ----------------------- | -------------- | ---------- | ------------------ | ------------ | ---------- |
| Les Bordes              | 900 (2013)     | –          | – Einw./km²        | 36100        | 36021      |
| La Champenoise          | 307 (2013)     | –          | – Einw./km²        | 36100        | 36037      |
| Diou                    | 245 (2013)     | –          | – Einw./km²        | 36260        | 36065      |
| Issoudun                | 12420 (2013)   | –          | – Einw./km²        | 36100        | 36088      |
| Lizeray                 | 97 (2013)      | –          | – Einw./km²        | 36100        | 36098      |
| Migny                   | 123 (2013)     | –          | – Einw./km²        | 36260        | 36125      |
| Paudy                   | 489 (2013)     | –          | – Einw./km²        | 36260        | 36152      |
| Reuilly                 | 2062 (2013)    | –          | – Einw./km²        | 36260        | 36171      |
| Saint-Aoustrille        | 204 (2013)     | –          | – Einw./km²        | 36100        | 36179      |
| Saint-Georges-sur-Arnon | 576 (2013)     | –          | – Einw./km²        | 36100        | 36195      |
| Sainte-Lizaigne         | 1211 (2013)    | –          | – Einw./km²        | 36260        | 36199      |
| Saint-Valentin          | 282 (2013)     | –          | – Einw./km²        | 36100        | 36209      |